# Coryphellina indica
Coryphellina indica is een slakkensoort uit de familie van de Flabellinidae  De wetenschappelijke naam van de soort werd voor het eerst geldig gepubliceerd in 1902 door Bergh als Nossis indica.